# Abri
Abri è una cittadina nello stato o wilayat Sudanese del Nord. È situata sulle sponde del Nilo dopo la città sudanese di Wadi Halfa e la seconda cateratta sommersa dal Lago Nasser.